# Margaromma marginata
Margaromma marginata är en spindelart som beskrevs av Simon 1902. Margaromma marginata ingår i släktet Margaromma och familjen hoppspindlar. Inga underarter finns listade i Catalogue of Life.